# Pirahã jezik
Pirahã jezik (múra-pirahã; ISO 639-3: myp), Jezik Pirahã Indijanaca koji se govori uz rijeke Maici i Autaces u brazilskoj državi Amazonas. 360 govornika (2000 ISA), uključujući i dijalekt múra kojim govore Múra Indijanci.
Pripada jezičnoj porodici Mura. Etnička populacija 1500 (1995 SIL).

## Vanjske poveznice
- Ethnologue (14th)
- Ethnologue (15th)